# Philippe Porret
 (septembre 2019).
Si vous disposez d'ouvrages ou d'articles de référence ou si vous connaissez des sites web de qualité traitant du thème abordé ici, merci de compléter l'article en donnant les références utiles à sa vérifiabilité et en les liant à la section « Notes et références ».
Pour les articles homonymes, voir Porret.
Philippe Porret est un psychanalyste français né en 1953 à Cherchell (Algérie).

## Parcours et recherches
Membre associé de la Société de psychanalyse freudienne[réf. souhaitée], il a effectué des recherches sur le désir d'enfant, les traitements de la stérilité, la néo-natalité. Clinicien et chercheur, il a ensuite écrit sur les fantasmes, le délire paranoïaque. Il a organisé des colloques et rencontres[réf. souhaitée] sur la psychanalyse et la littérature (René Char tout particulièrement), la peinture (Nicolas de Staël) ainsi que sur l'art contemporain. Il a publié plusieurs écrits sur la formation des psychanalystes, l'expérience de la supervision et des contrôles. Il s'intéresse à la transmission de la psychanalyse en Chine.
Il a publié des articles dans les Lettres de la Spf, revue de la Société de psychanalyse freudienne, revue dont il a assuré la direction éditoriale de 2012 à 2015.[réf. souhaitée]

## Publications
- Joyce McDougall, une écoute lumineuse, Campagne-Première, 2006,  (ISBN 2-915789-20-7)
- La Chine de la Psychanalyse, Ed.: Campagne Première, 2008, Collection: Recherche,  (ISBN 2-915789-40-1)
- L'artiste et le psychanalyste (Puf, 2009) sous la direction de Jacques André.
- (Préface) Eva Vorfeld Poudre de lumière, (2010)
- Les théâtres de Joyce McDougall, collectif sous la direction de Sander Kirsch et Jacques Van Wynsberghe, coauteurs: Alain Amselek, Catherine Bergeret-Amselek, Danièle Deschamps, Nathalie Dumet, Philippe Porret, éditions Erès, 2013.  (ISBN 978-2-7492-3712-1)
- (Coll.) Passion amoureuse, Paris, Campagne première, 2013, 301 p. (ISBN 978-2-915789-90-4)
- Philippe Porret, Paris sur le divan : les ombres de la ville lumière, un essai de psychanalyse urbaine, Paris, Parigramme, 2013, 151 p. (ISBN 978-2-84096-700-2) (Prix Haussmann, 2014)
- (Coll.) Le chat du psychanalyste, Paris, Campagne première, 2013, 171 p. (ISBN 978-2-915789-93-5)
- Phillipe Porret et Estelle Porret, La formation de l'analyste et son désir : Sammy, Joyce McDougall, Serge Lebovici et Donald W. Winnicot (ISBN 978-2-37206-029-5)
- Entretien avec Michelle Moreau Ricaud: De la psychanalyse en Chine, Le Journal des psychologues, no 267, mai 2009.